# BS朝日 新春討論スペシャル
『BS朝日 新春討論スペシャル』はBS朝日（ABC）で2011年から不定期に放送されている討論番組。

## 放送回

### 第1回 いま日本を考える 激動のアジア新時代

#### 放送時間
- 2011年2月5日19:00 - 20:54

※番組名は「BS朝日 討論スペシャル」で、生放送であった。

#### 司会者
- 鳥越俊太郎（ジャーナリスト）
- 木佐彩子（フリーアナウンサー）

#### キャスター
- 寺崎貴司（テレビ朝日アナウンサー）

#### パネリスト
- 松原仁（民主党衆議院議員）
- 小野寺五典（自由民主党衆議院議員）
- 堺屋太一（作家、元経済企画庁長官）
- 竹中平蔵（経済学者、慶応義塾大学教授）
- 葉千栄（評論家、東海大学教授）
- 辻野晃一郎（グーグル日本法人前社長）
- 熊崎勝彦（弁護士、元東京地検特捜部長）
- 吉永みち子（作家）

### 第2回 閉塞感を打ち破れ！いま、日本を考える2012

#### 放送時間
- 2012年1月1日15:00 - 16:55

※生放送から収録に変更。放送時間は元日の夕方に移動。

#### 司会者
- 鳥越俊太郎（ジャーナリスト）
- 小島慶子（フリーキャスター）

#### パネリスト
- 雨宮処凛（作家、反貧困ネットワーク副代表）
- 猪子寿之（チームラボ代表取締役）
- 熊﨑勝彦（弁護士、元東京地検特捜部長）
- 後藤謙次（ジャーナリスト、元共同通信記者）
- 白川浩道（クレディ・スイス証券チーフエコノミスト）
- 長谷川幸洋（ジャーナリスト、東京新聞・中日新聞論説副主幹）
- 吉永みち子（作家）

### 第3回 ～世界大激変～いま、日本を考える2013

#### 放送時間
- 2013年1月1日19:00 - 20:54

※放送時間はプライム枠に戻された。

#### ナビゲーター
- 鳥越俊太郎

#### 司会者
- 川村晃司（テレビ朝日コメンテーター）
- 小島慶子（フリーキャスター）

#### パネリスト
- 渡部恒雄（東京財団上席研究員）
- 藤井聡（工学者、京都大学大学院教授）
- 熊﨑勝彦（弁護士、元東京地検特捜部長）
- 富坂聰（ジャーナリスト、拓殖大学教授）
- 白川浩道（クレディ・スイス証券チーフエコノミスト）
- 吉永みち子（作家）

### 第4回 繁栄か！停滞か！いま、日本を考える2014

#### 放送時間
- 2014年1月1日19:00 - 20:54

#### 司会者
- 鳥越俊太郎（ジャーナリスト）
- 小島慶子（フリーキャスター）

#### パネリスト
- 小林慶一郎（経済学者、慶応義塾大学教授）
- 藤井聡（工学者、京都大学大学院教授）
- 小幡績（経済学者、慶應義塾大学大学院准教授）
- 川村晃司（テレビ朝日コメンテーター）
- 吉永みち子（作家）

### 第5回 大提言！明日はどうなる いま、日本を考える2015

#### 放送時間
- 2015年1月1日19:00 - 20:54

#### 司会者
- 鳥越俊太郎（ジャーナリスト）
- 赤江珠緒（フリーキャスター）

#### パネリスト
- 竹中平蔵（経済学者、慶応義塾大学教授）
- 橋爪大三郎（社会学者、東京工業大学名誉教授）
- 小林慶一郎（経済学者、慶応義塾大学教授）
- 渡部恒雄（東京財団上席研究員）
- 上念司（経済評論家）
- 川村晃司（テレビ朝日コメンテーター）
- 吉永みち子（作家）

### 第6回 この国が進むべき道 いま、日本を考える2016

#### 放送時間
- 2016年1月2日20:30 - 23:00

※放送日が元日から1月2日移動。放送時間は2時間30分に拡大。

#### 司会者
- 鳥越俊太郎（ジャーナリスト）
- 本間智恵（テレビ朝日アナウンサー）

#### パネリスト
- 青木理（ジャーナリスト）
- 井沢元彦（作家）
- 岩田温（政治学者、大和大学専任講師）
- 白井聡（政治学者、京都精華大学専任講師）
- 長谷川幸洋（ジャーナリスト、東京新聞・中日新聞論説副主幹）
- 三浦瑠麗（国際政治学者、東京大学政策ビジョン研究センター講師）
- 川村晃司（テレビ朝日コメンテーター）

※吉永みち子も出演予定だったが体調不良のため欠席。

### 第7回 「分断の時代」に挑む！2017

#### 放送時間
- 2017年1月2日19:00 - 22:54

※放送時間は3時間54分に拡大。

#### 司会者
- 小松靖（テレビ朝日アナウンサー）
- 浜田敬子（朝日新聞社総合プロデュース室プロデューサー）

※鳥越俊太郎は前年の東京都知事選挙に出馬したため降板。

#### パネリスト
- 田原総一朗（ジャーナリスト）
- 東浩紀（現代思想家）
- 井沢元彦（作家）
- 三浦瑠麗（国際政治学者、東京大学政策ビジョン研究センター講師）
- 上念司（経済評論家）
- 飯田泰之（エコノミスト、明治大学政治経済学部准教授）
- 谷口真由美（全日本おばちゃん党代表、大阪国際大学准教授）
- 川村晃司（テレビ朝日コメンテーター）